# Station Bourbonnais
Station (Embarcadère) du Bourbonnais is een voormalig spoorwegstation in de Franse gemeente Lyon. Het stationsgebouw was een monument historique.